# فلوری لزوبره
شهر فلوری لِزوبره (به فرانسوی: Fleury-les-Aubrais) در شهرستان لوآره در ناحیه سانتر (فرانسه) با جمعیت ۲۱٬۴۱۸ نفر در کشور فرانسه واقع شده است